# Arcas imperialis
Arcas imperialis is een vlinder uit de familie van de Lycaenidae. De wetenschappelijke naam van de soort werd als Papilio imperialis in 1775 gepubliceerd door Pieter Cramer.

## Synoniemen
- Papilio actaeon Fabricius, 1775 [nom. rej.]
- Papilio venus Fabricius, 1781
- Theritas oakesii Butler, 1884
- Arcas magnifica Austin & Johnson, 1995